# Щур, Лев Николаевич
Щур, Лев Николаевич (18 марта 1952 года) — советский и российский физик-вычислитель. Занимается исследованиями в области вычислительной физики, статистической механики, гидродинамики, нелинейных систем, разработкой алгоритмов для суперкомпьютеров. Доктор физико-математических наук, профессор Высшей школы экономики. Создатель и руководитель компьютерной сети Научного центра в Черноголовке, первой в России научной компьютерной сети, построенной с использованием оптоволоконных каналов связи. Главный научный сотрудник Института теоретической физики имени Л. Д. Ландау РАН. Является заместителем председателя Научного центра РАН в Черноголовке, заведующим отделом прикладных сетевых исследований НЦЧ РАН.

## Биография
В 1975 году окончил физический факультет Горьковского (Нижегородского) государственного университета, со специализацией «физика и математическое обеспечение ЭВМ и АСУ». В 1983 году защитил кандидатскую диссертацию на тему «О стохастичности некоторых гамильтоновых систем» в Институте теоретической физики им. Л. Д. Ландау РАН (научный руководитель Захаров В. Е.), в 1998 году там же защитил диссертацию доктора физико-математических наук на тему «Численное исследование неупорядоченных решёточных систем».
Был отмечен Американским физическим обществом за новаторское применение компьютерного моделирования и разработку генераторов случайных чисел для их использования в статистической физике. Создал магистерскую программу «Суперкомпьютерное моделирование в науке и инженерии», по специальности Прикладная математика в Высшей школе экономики, является научным руководителем этой программы. Автор более 150 научных работ.
В его наиболее известных работах численно определён угол трансверсального пересечения гомоклинических многообразий в уравнениях Янга — Миллса, что можно рассматривать как доказательством с помощью компьютера неинтегрируемости полей Янга — Миллса; обнаружена (совместно с С. В. Манаковым) стохастичность в рассеянии вихревых пар, что свидетельствует о неинтегрируемости уравнений двумерной гидродинамики; построены (совместно с А. Л. Талаповым) специализированные компьютеры для исследования спиновых моделей. Впервые численно получена корреляционная функция и показано, что примеси не изменяют класс универсальности, а лишь модифицируют корреляционную длину логарифмической поправкой; получены численно (совместно с П. Бутера и Б. Бершем) оценки универсальных комбинаций критических амплитуд в двумерной модели Поттса, а также аналитически показано точное сокращение логарифмических поправок в универсальных отношениях критических амплитуд; объяснена (совместно с Х. Блоте) нежелательная корреляция кластерного метода Монте-Карло и генератора случайных чисел на сдвиговых регистрах. Разработана теория таких корреляций; предложен новый подход к разработке генераторов псевдослучайных чисел, основанный на отображении тора и скрытых переменных; разработана (совместно с Л. Ю. Барашом) библиотека эффективных генераторов случайных чисел; предложена (совместно с М. Новотным) классификация алгоритмов параллельного моделирования дискретных событий (parallel discrete event simulations, PDES) за счёт аналогии эволюции горизонта времён PDES с эволюцией профиля поверхности в уравнениях Кардара—Паризи—Жанга.